# Jan Michałowicz
Jan Michałowicz aus Urzędów  (polnisch Jan Michałowicz z Urzędowa; * um 1530; † um 1583)  war ein polnischer Bildhauer und Architekt in Krakau.

## Leben

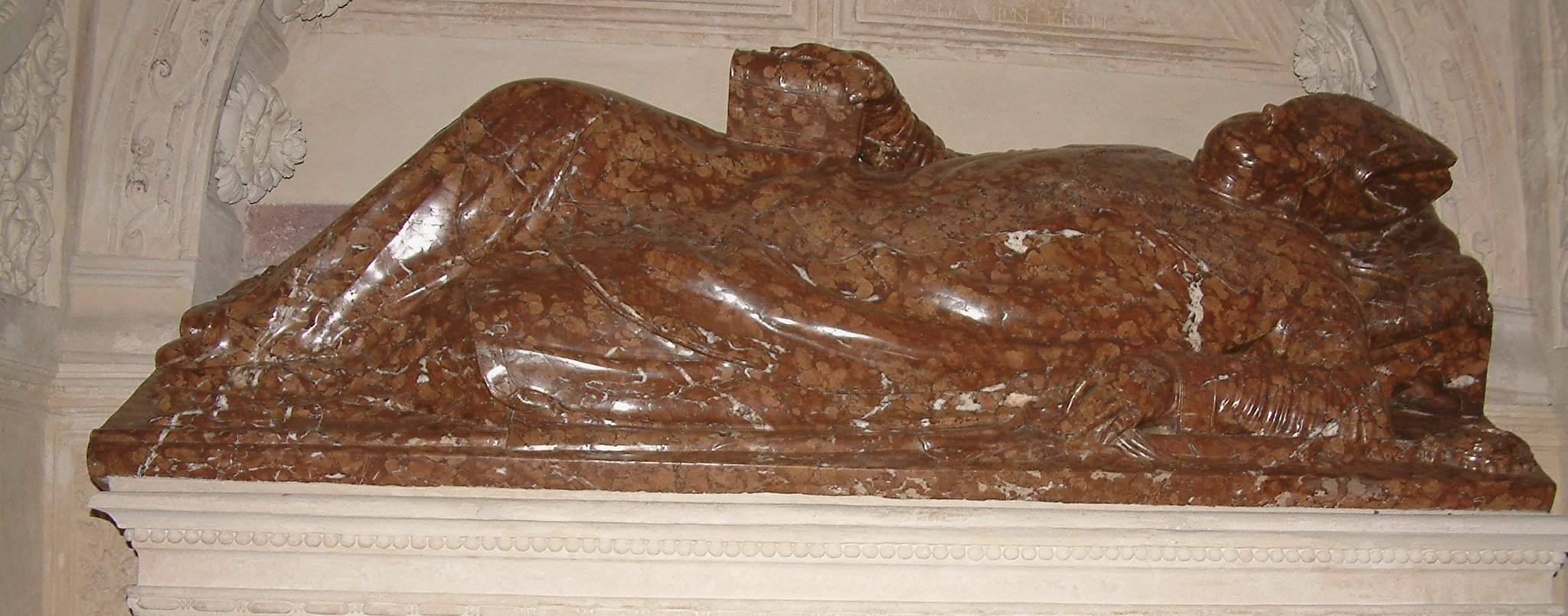
Grabmal Benedykt Izdbieński, Kathedrale Poznan

Jan Michałowicz stammte aus Urzędów oder dessen Umgebung im Lubliner Land. Von 1557 ist ein erstes signiertes Grabmal von ihm in Poznań bekannt. Um 1560 arbeitete er in Krakau. Von 1570 ist die erste schriftliche Erwähnung als Mitglied der Baumeisterzunft erhalten, 1571 erhielt er das Bürgerrecht und kaufte ein Haus.
1581 begann Jan mit einem Grabmal in Łowicz. Dort starb er wahrscheinlich bald danach, denn in der dortigen Kirche gab es ein Epitaph für ihn. 1585 war er verstorben.

## Werk
Von Jan Michałowicz sind einige Grabmäler erhalten. Er signierte dort mit Vor- und Vatersnamen sowie dem Herkunftsort. Er entwarf auch zwei dazugehörige Kapellen auf dem Wawel in Krakau.
Seine Arbeiten enthalten Einflüsse der italienischen und der niederländischen Bildhauerkunst seiner Zeit. Er arbeitete mit den italienischen Bildhauern Giovanni Cini und Giovanni Maria Mosca in Krakau zusammen.
Jan Michałowicz gilt als der bedeutendste polnische Bildhauer der Renaissance in Polen.
- Grabmal Bischof Benedykt Izdbieński, 1557–1559, Kathedrale Poznań, aus rotem Marmor, mit Körperdarstellung, erhalten
- Grabmal Bischof Andrzej Zebrzydowski, 1562–1563, Kathedrale Krakau, Kapelle St. Cosmas und Damian, aus rotem Marmor mit Ganzkörperdarstellung, er entwarf dazu auch die Gestaltung der Kapelle
- Grabmal Urszula Maciejowska-Leżeńska, Ehefrau des Kastellans Jan Leżeński, 1563–1568, Kirche Brzeziny, Teile erhalten
- Grabmal Bischof Filip Padniewski, 1572–1575, Wawel-Kathedrale, Rosenkapelle, aus rotem Marmor mit Alabaster, erhalten, er entwarf auch die Kapelle (Potocki-Kapelle)
- Grabmal Primas Jakub Uchański, 1580–1583, Kathedrale Łowicz, Uchański-Kapelle, aus rotem Marmor, erhalten
- Portal des Hauses ul. Kanonicza 18 in Krakau; mit Umbau des gotischen Gebäudes